# Johann Peter Migendt
Johann Peter Migendt (ur. 1703 w Biertan w Księstwie Siedmiogrodu, zm. 19 września 1767 w Berlinie) – niemiecki organmistrz, uczeń i następca Joachima Wagnera.
Od 1731/32 pracował w warsztacie organmistrzowskim Joachima Wagnera w Berlinie; w 1741 awansował na mistrza, a w 1749 przejął warsztat. W 1756 uzyskał obywatelstwo berlińskie.

## Dzieła
Organy piszczałkowe zbudowane, wyremontowane lub przebudowane przez Johanna Petera Migendta:
| Rok       | Miejscowość                         | Budynek                             | Praca              | Uwagi |
| --------- | ----------------------------------- | ----------------------------------- | ------------------ | --- |
| 1741      | Trondheim (Norwegia)                | Katedra Nidaros                     | Budowa             | Wg projektu Wagnera. Zachowane.                                                                               |
| 1744      | Angermünde (Niemcy)                 | Kościół św. Marii                   | Budowa             | Z Wagnerem. Zachowane, przebudowane.                                                                          |
| 1746/47   | Spandau (Niemcy)                    | Kościół św. Mikołaja                | Naprawa            | Niezachowane                                                                                                  |
| 1749–1751 | Berlin (Niemcy)                     | Kościół św. Piotra                  | Budowa             | Ukończenie budowy rozpoczętej przez Wagnera. Wysokie na 40 stóp; największe wówczas w Berlinie. Niezachowane. |
| 1750      | Hohenselchow (Niemcy)               | Kościół św. Jana                    | Budowa             | Niezachowane                                                                                                  |
| 1751      | Szczecin (Polska)                   | Kościół w Zamku Książąt Pomorskich  | Budowa             | Niezachowane                                                                                                  |
| 1751/52   | Szczecin (Polska)                   | Kościół św. Gertrudy                | Budowa             | Niezachowane                                                                                                  |
| 1751/52   | Berlin (Niemcy)                     | Katedra Niemiecka                   | Budowa             | Przebudowane i przeniesione do Kościoła Mariackiego w Ueckermünde. Zachowane.                                 |
| 1753      | Berlin (Niemcy)                     | Kościół Betlejemski                 | Budowa             | Niezachowane                                                                                                  |
| 1753      | Berlin (Niemcy)                     | Dawna katedra berlińska             | Przebudowa         | Niezachowane                                                                                                  |
| 1754      | Berlin (Niemcy)                     | Kościół Jerozolimski                | Remont i rozbudowa | Niezachowane                                                                                                  |
| 1754/55   | Köpenick (Niemcy)                   | Kościół św. Wawrzyńca               | Budowa             | Niezachowane                                                                                                  |
| 1755      | Berlin (Niemcy)                     | Kościół Dobrej Nowiny               | Budowa             | Zachowane |
| 1755      | Berlin-Neukölln (Niemcy)            | Kościół Braci Czeskich              | Budowa             | Niezachowane                                                                                                  |
| 1756      | Szczecin (Polska)                   | Bazylika archikatedralna św. Jakuba | Naprawa            | Niezachowane                                                                                                  |
| 1758      | Joachimsthal (Niemcy)               | Kościół                             | Budowa             | Niezachowane                                                                                                  |
| 1759      | Großmutz, Löwenberger Land (Niemcy) | Kościół                             | Budowa             | Niezachowane                                                                                                  |
| 1759      | Brandenburg an der Havel            | Katedra św. Piotra i Pawła          | Remont             | Zachowane |
| 1760      | Temmen-Ringenwalde (Niemcy)         | Kościół wiejski w Ringenwalde       | Budowa             | Zachowane |
| 1761      | Szczecin (Polska)                   | Kościół św. Mikołaja                | Budowa             | Największe organy Migendta. Niezachowane.                                                                     |
| 1762      | Berlin (Niemcy)                     | Kościół (przy Arbeitshaus)          | Budowa             | Niezachowane                                                                                                  |